# Chelo Alonso
Isabel Apolonia García Hernández, más conocida como Chelo Alonso (Camagüey, 10 de abril de 1933-Mentana, 20 de febrero de 2019), fue una actriz cubana que triunfó en el cine gracias al género péplum y llegó a ser considerada mito erótico en los Estados Unidos.

## Biografía
Nació con el nombre completo de Isabel Apolonia García Hernández. Su primera vocación fue la danza, y llegó a actuar en el Teatro Nacional de Cuba, de La Habana, y en el Folies Bergère de París. Sus dotes como bailarina serían muy aprovechadas posteriormente en su carrera cinematográfica.
Su espectacular y exótica belleza la llevarían rápidamente al cine en 1959 de la mano de Steve Reeves con la película El terror de los bárbaros, por la que fue galardonada como «descubrimiento femenino del cine italiano».
Su salto a la fama internacional llegaría ese mismo año con la película de Guido Brignone Bajo el signo de Roma [Nel segno di Roma], en la que trabajó con Anita Ekberg. El baile sensual de Chelo Alonso fue utilizado como promoción de la película, incluso más que la participación de la diva sueca.
En el trabajo cinematográfico de Chelo Alonso se alternaron las películas de péplum con otras de aventuras y con otras de spaghetti western.
Se casó con el productor Aldo Pomilia en 1961, y abandonó el cine en 1968 para retirarse en Siena, Italia, donde vivió hasta su muerte.